# 제프리 홀더

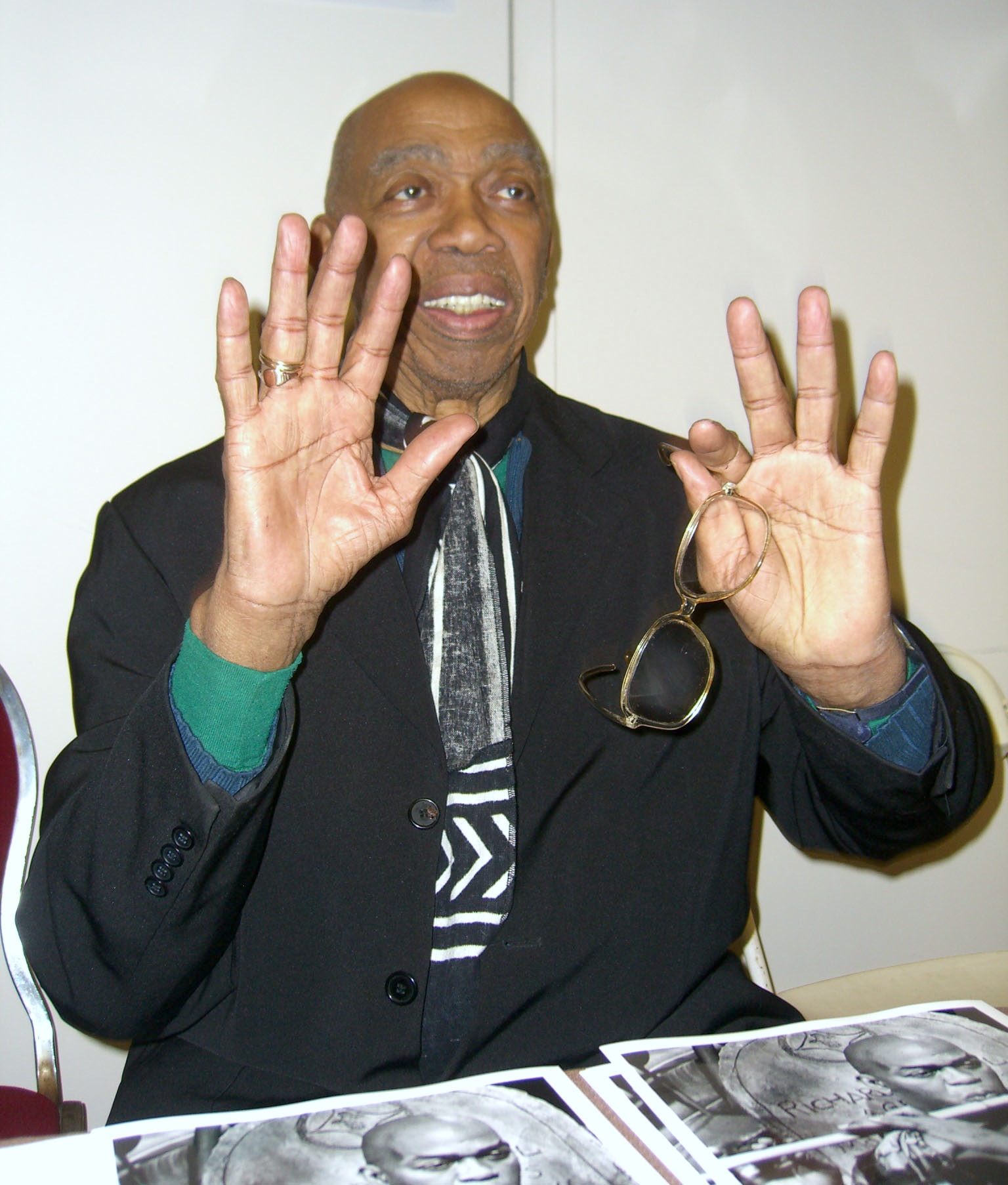

제프리 홀더(Geoffrey Holder, 1930년 8월 1일 ~ 2014년 10월 5일)는 트리니다드 토바고의 배우, 연극 배우, 텔레비전 배우, 작가, 의상 디자이너, 안무가, 무대 연출가, 영화배우, 댄서, 음악가, 가수이다.
포트오브스페인에서 태어났으며 맨해튼에서 사망하였다. 사인은 폐렴이다.

## 영화
- 찰리와 초콜릿 공장 (2005년)
- 열대 우림 속으로 (1992년) - 나레이터 역
- 부메랑 (1992년)
- 애니 (1982년)
- 카리브해의 대해적 (1976년)
- 007 죽느냐 사느냐 (1973년) - 바론 새메디 역
- 섹스에 대해서 알고 싶어하는 모든 것 (1972년)
- 닥터 두리틀 (1967년)